# Haïbongo
Haïbongo è un comune rurale del Mali facente parte del circondario di Diré, nella regione di Timbuctù.